# ムネアカオオアリ
ムネアカオオアリ（胸赤大蟻、学名：Camponotus obscuripes）は、ハチ目・アリ科・ヤマアリ亜科・オオアリ属に属するクロオオアリと並んで日本最大のアリである。公園などでは見かけないが、朽木が多くみられる山ではよく見られる。

## 形態

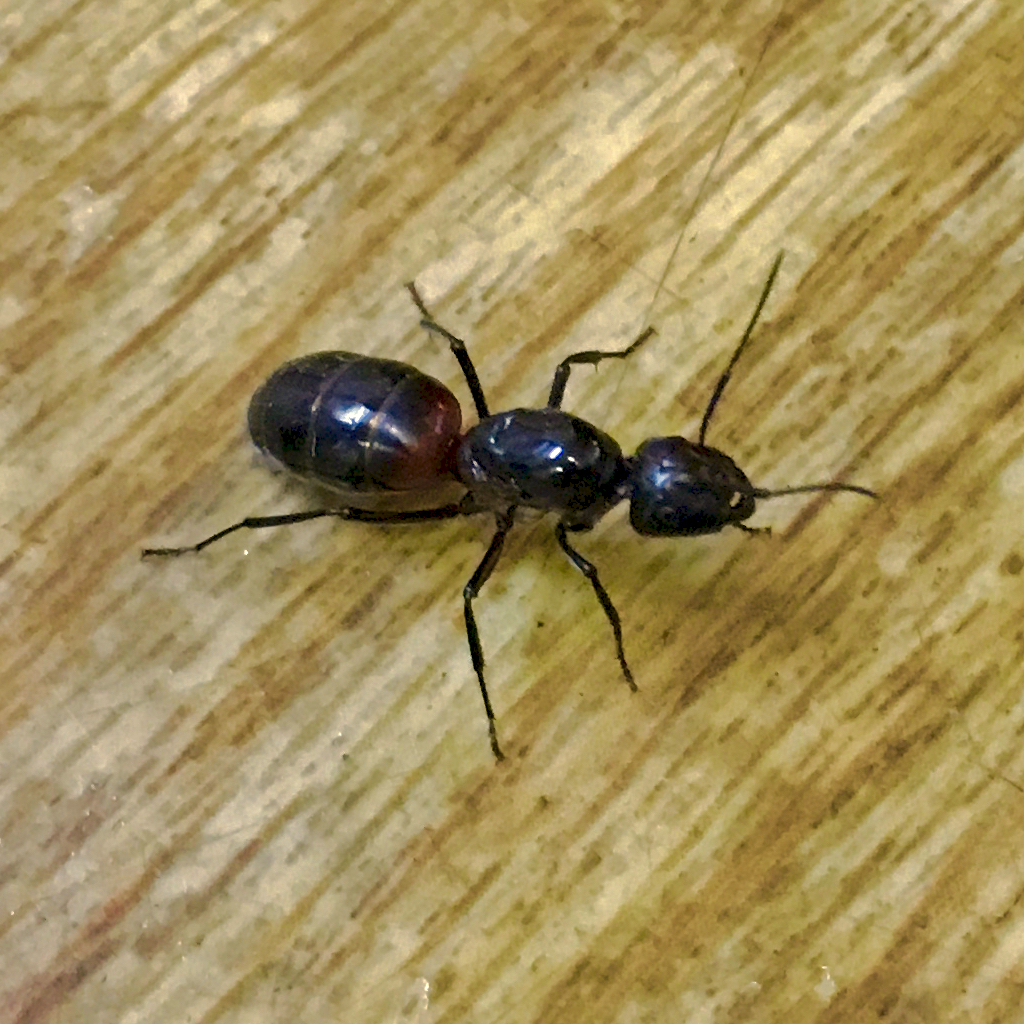
女王アリ

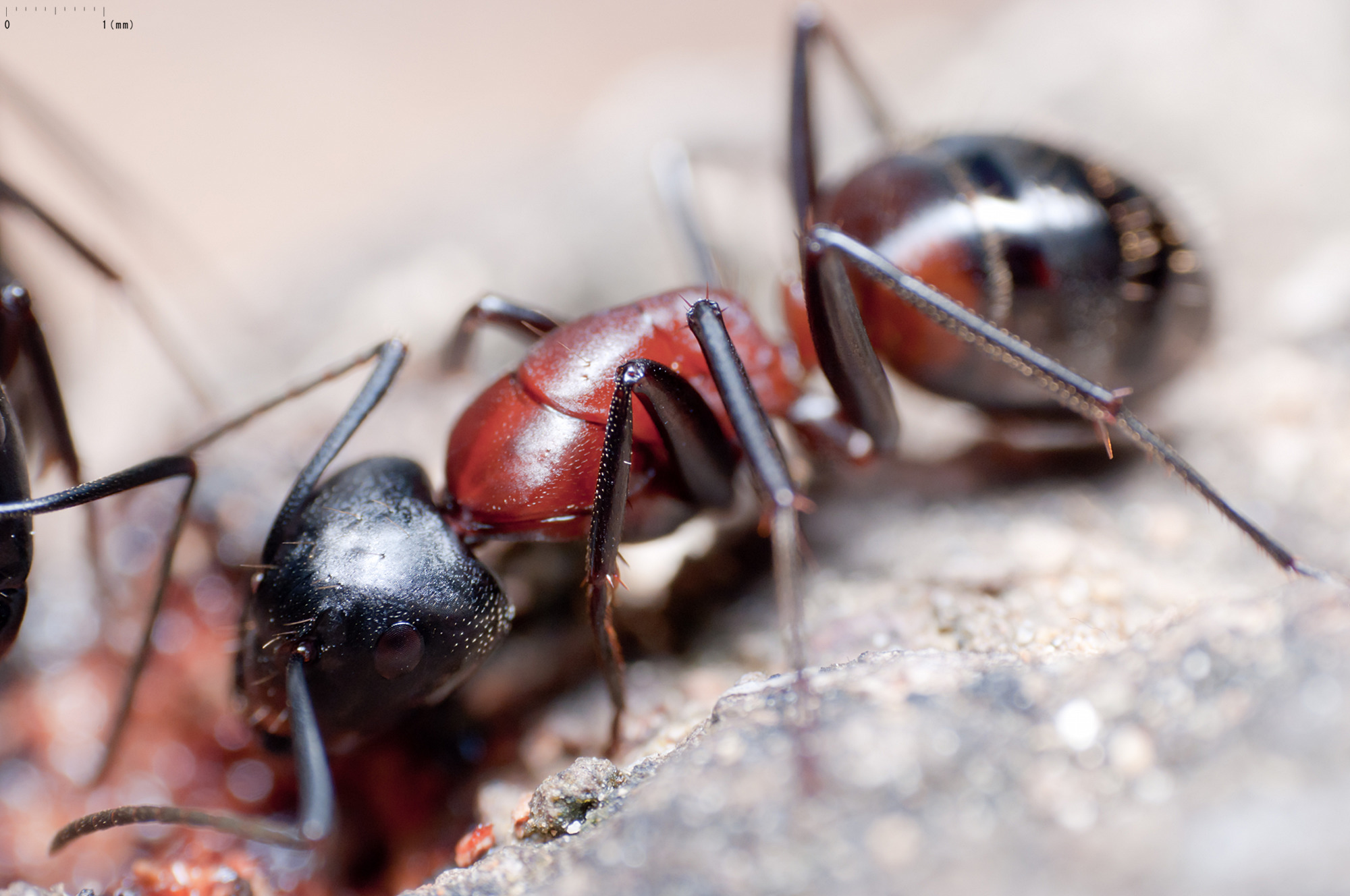
働きアリ

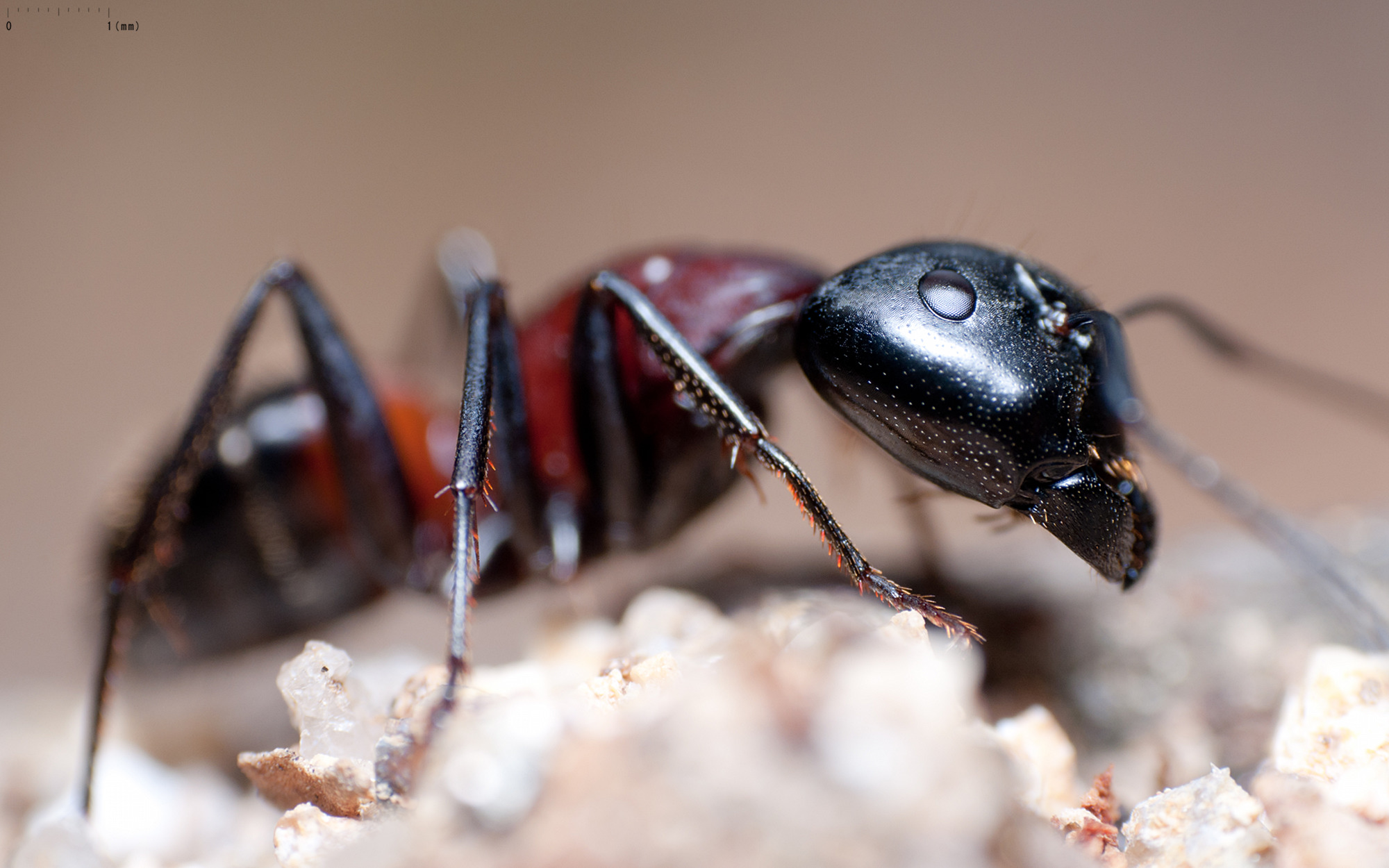
兵アリ

働きアリの体長は8-12mm、女王アリの体長は16-17mm、滋賀県では20mmを超える個体も見つかっている。最初の頃の働きアリは頭部も小さく貧弱だが、数が増えるごとに10mmはある働きアリや、頭部が発達した兵アリが誕生する。和名のとおり胸部は赤く、頭部と腹部のほとんどは黒。しかし個体差が多少あり、胸だけが赤い個体・腹部の前方も赤い個体などがいる。働きアリを横から見ると、胸部の上は弧を描くような形をしている。腹部には微少の立毛が見られる。なお、九州には前胸が黒いニシムネアカオオアリが生息する。

## 生態
基本的に他のアリの様に土壌に巣を作らず、朽木や枯れ木に営巣するが、希に例外的に土壌に営巣する場合もある。また、自然界ではあまりない赤色があるため、動くとよく目立つ。行列を作らず、主に単独で狩りをする。かなり成熟したコロニーは数百から千個体ほどに達する。クロオオアリと同じく、アブラムシの甘露を得る。その代わり、お返しでアブラムシを天敵テントウムシから保護する。オスアリと新女王アリは秋に羽化するが、その年には結婚飛行せず、翌年の5-6月に飛行する。ムネアカオオアリの天敵である寄生種のトゲアリは、ムネアカオオアリの巣に侵入し、巣を乗っ取る。ムネアカオオアリはトゲアリに対してあまり耐性を持たないため、女王の部屋まで侵入されるとすぐ崩壊してしまう。

## 生活史
結婚飛行は5-6月の昼間から午後5時くらいにかけて行う。しかし、雨上がりすぐではないとなかなか飛行しないため、始まりから観察するのは困難。違う巣のオスと交尾を終えたメスは、地上に降りて翅を落とし、巣となる効率のいい場所を探す。探し終えたメスは巣穴をほり始め、身動きができる程度のとても小さい部屋をつくる。このときメスはなにも食べず、翅を動かす筋肉を分解してたんぱく質の栄養分（唾液）をつくる。その栄養分を孵化した幼虫に与え、子育てをする。この段階ですでにメスは女王となっているわけである。数か月たつと、働きアリの数は20匹くらいになっている。また、新女王を生産するまでに成熟するには6-7年を要する。女王の寿命は10-20年で、女王が寿命で死亡すると巣は働きアリだけになり、徐々に崩壊していく。

## 分布
北海道・本州・四国・九州・屋久島・対馬などに分布。

## 飼育
日本産のアリでは、クロオオアリと人気を二分するほど飼育しやすく、体長も大きいため観察しやすい。一般的には石膏で土台をつくる「石膏飼育ケース」が扱いやすい。濡れすぎす乾燥しすぎずといった、中途半端な環境を好む。そのため、加湿しすぎたときのために乾燥した避難場所も用意しておくといいだろう。また、ジェル状の飼育セットも販売されているが、働きアリ用の飼育セットのため、女王アリを観察するのには不向き。アリを販売している店では、飼育ケースも販売しているので、初心者にはその方が安全だろう。石膏を流し込むだけのタイプなら初心者にも扱いやすい。